# Musée de l'artisanat valdôtain de tradition
 (juin 2023).
La mise en forme du texte ne suit pas les recommandations de Wikipédia : il faut le « wikifier ».
Les points d'amélioration suivants sont les cas les plus fréquents. Le détail des points à revoir est peut-être précisé sur la page de discussion.
- Les titres sont pré-formatés par le logiciel. Ils ne sont ni en capitales, ni en gras.
- Le texte ne doit pas être écrit en capitales (les noms de famille non plus), ni en gras, ni en italique, ni en « petit »…
- Le gras n'est utilisé que pour surligner le titre de l'article dans l'introduction, une seule fois.
- L'italique est rarement utilisé : mots en langue étrangère, titres d'œuvres, noms de bateaux, etc.
- Les citations ne sont pas en italique mais en corps de texte normal. Elles sont entourées par des guillemets français : « et ».
- Les listes à puces sont à éviter, des paragraphes rédigés étant largement préférés. Les tableaux sont à réserver à la présentation de données structurées (résultats, etc.).
- Les appels de note de bas de page (petits chiffres en exposant, introduits par l'outil «  Source ») sont à placer entre la fin de phrase et le point final[comme ça].
- Les liens internes (vers d'autres articles de Wikipédia) sont à choisir avec parcimonie. Créez des liens vers des articles approfondissant le sujet. Les termes génériques sans rapport avec le sujet sont à éviter, ainsi que les répétitions de liens vers un même terme.
- Les liens externes sont à placer uniquement dans une section « Liens externes », à la fin de l'article. Ces liens sont à choisir avec parcimonie suivant les règles définies. Si un lien sert de source à l'article, son insertion dans le texte est à faire par les notes de bas de page.
- La présentation des références doit suivre les conventions bibliographiques. Il est recommandé d'utiliser les modèles {{Ouvrage}}, {{Chapitre}}, {{Article}}, {{Lien web}} et/ou {{Bibliographie}}. Le mode d'édition visuel peut mettre en forme automatiquement les références.
- Insérer une infobox (cadre d'informations à droite) n'est pas obligatoire pour parachever la mise en page.

Pour une aide détaillée, merci de consulter Aide:Wikification.
Si vous pensez que ces points ont été résolus, vous pouvez retirer ce bandeau et améliorer la mise en forme d'un autre article.
 (juin 2023).
Si vous disposez d'ouvrages ou d'articles de référence ou si vous connaissez des sites web de qualité traitant du thème abordé ici, merci de compléter l'article en donnant les références utiles à sa vérifiabilité et en les liant à la section « Notes et références ».
Le Musée de l'Artisanat Valdôtain de tradition (MAV) est un musée situé à Fénis et géré par l'Institut valdôtain de l'artisanat de tradition. Le siège se trouve au hameau Chez-Sapin, non loin du château de Fénis.
La collection du MAV se compose de 750 objets d'usage quotidien et typiques de l'économie pastorale alpine, réalisés avant 1900, ainsi que d'œuvres créées au cours des cinquante dernières années. Tous ces objets témoignent de l’évolution de l’artisanat valdôtain de tradition.

## Les salles
Le Musée est subdivisé en 7 salles. En particulier, il y a une salle consacrée à la foire de Saint-Ours et un espace pour les expositions temporaires.
1) La Matière qui est à l’origine de chaque objet : les tissus, la pierre, le bois, le fer.
2) L’intérieur : quand les portes du musée s’ouvrent, nous entrons dans une dimension intime, faite de scènes de la vie quotidienne.
3) L’extérieur : La grandze (grange), le baou (étable), la crotta (cave), la cor (cour) et la remiza (débarras, localement aussi remise en français).
4) La socialisation : l’école, la chapelle, la laiterie, l’atelier, le four à pain, en un seul mot : le village. C’est le lieu de rencontre par excellence, où les activités de l’homme, de la prière au travail et à l’étude, étaient faites en communauté. Sans oublier les jours de fête, comme celles du Saint Patron ou le Carnaval.
5) La poésie : ce thème comprend des témoignages et des sculptures mettant en évidence la partie la plus personnelle, la plus émotive et la plus sensible de l’artisan artiste au moment de la création.
6) La Foire de Saint-Ours, images et sons qui identifient la Foire millénaire.
7) Espace temporaire, un lieu consacré aux expositions temporaires.